# لورین (خواننده)

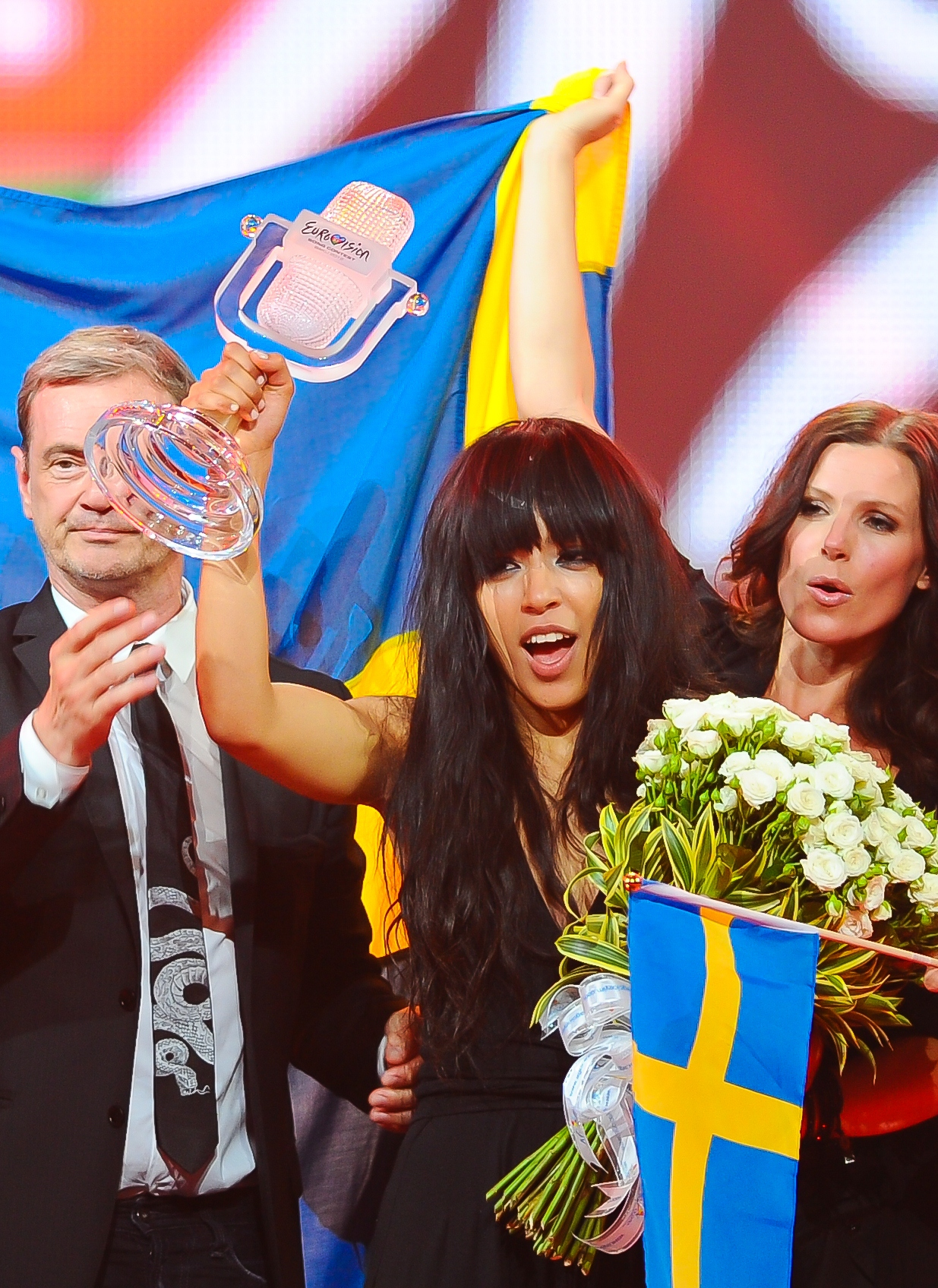
برنده یورو ویژن ۲۰۱۲

لورین زینب نورا طلحاوی (به سوئدی: Lorine Zeineb Nora Talhaoui؛ زادهٔ ۱۶ اکتبر ۱۹۸۳) که بیشتر با نام لورین (سوئدی: [lɔˈreːn]) شناخته می‌شود، خوانندهٔ سوئدی مراکشی‌تبار است. لورین با ترانه سرخوشی (به انگلیسی: Euphoria) پیروز مسابقات آواز یوروویژن ۲۰۱۲ شد.
در مسابقهٔ یوروویژن ۲۰۲۳ که به میزبانی شهر لیورپول در بریتانیا برگزار شد، سوئد با ترانه «تتو» (خالکوبی) به‌عنوان برنده انتخاب شد.
لورین نمایندهٔ سوئد برای دومین بار این مقام را برای کشورش به ارمغان آورد.

## خوانندگی
لورین پس از شرکت در مسابقهٔ Idol ۲۰۰۴ به شهرت رسید. او در پایان آن مسابقه به مقام چهارم رسید.
لورین در ملودی فستیوالن ۲۰۱۱ شرکت کرد ولی با ترانهٔ My Heart Is Refusing Me موفق به ورود به فاینال نشد. اما این ترانه در ردهٔ ۹ در پرفروش‌ترین ترانه‌های سوئد قرار گرفت.
اولین ترانهٔ لورین The Snake نام داشت که با همکاری گروهی R&B به نام Rob’n'Raz منتشر شد.
در تاریخ ۷ خرداد سال ۱۳۹۱ لورین با آهنگ محبوبش سرخوشی در مسابقات یوروویژن ۲۰۱۲ با کسب ۳۷۲ امتیاز به عنوان نمایندهٔ سوئد برندهٔ این مسابقه شد.

## ترانه‌شناسی

### تک‌آهنگ‌ها
| سال  | تک‌آهنگ                             | رتبه در جدول فروش |
| سال  | تک‌آهنگ                             | سوئد              |
| ---- | ---------------------------------- | ----------------- |
| ۲۰۰۵ | "The Snake" (با همراهی. Rob'n'Raz) | —                 |
| ۲۰۱۱ | "My Heart is Refusing Me"          | ۹                 |
| ۲۰۱۱ | "Sober"                            | ۲۶                |
| ۲۰۱۲ | "Euphoria"                         | ۱                 |